# 林如楚
林如楚（1543年—1623年），字道望，號碧麓，福建福州府候官縣人，民籍，明朝政治人物。

## 生平
嘉靖四十三年（1564年）甲子科福建鄉試第十三名舉人。嘉靖四十四年（1565年）中式乙丑科會試第二百五十一名，二甲第六十六名進士。吏部观政，本年十二月授南刑部主事，丁忧。隆慶五年（1571年）三年復除刑部，万历元年（1573年）五月升员外，二年三月升郎中，三年八月升广东提学副使，六年三月患病致仕。万历二十一年（1593年）三月起补浙江副使，未赴任。二十六年（1598年）六月復起为广东副使，驻守雷州，二十七年升本省参政，二十九年四月升本省瓊州兵备按察使兼摄学政。三十年七月以平黎功升一级，三十四年二月升湖广右布政使，三十五年七月升本省左布政，调广西，三十九年八月升太仆寺卿，四十年八月升大理寺卿，四十二年三月升工部右侍郎，尋署部事，时值陵寝、宫殿并兴，如楚全力以赴，著有成绩。四十六年累疏求去，不允，四十七年五月挂冠出城，沿途候旨，遂致仕归。天启三年卒，年八十一。贈工部尚書，谥恭简。著有《碧麓堂集》

## 家族
曾祖林汝和，贈戶部主事；祖父林春澤，知府；父林應亮，戶部右侍郎封通議大夫。母鄭氏（封安人、累封淑人）。弟如粤、如虔，俱庠生；如安（监生）。